# Marion Greig
Marion Greig, född den 22 februari 1954 i Hudson, New York, är en amerikansk roddare.
Hon tog OS-brons i åtta med styrman i samband med de olympiska roddtävlingarna 1976 i Montréal.